# John Mercer (scienziato)
John Mercer (Great Harwood, Lancashire, 21 febbraio 1791 – 30 novembre 1866) è stato un chimico e industriale tessile britannico, fu uno studioso delle fibre tessili e delle sostanze coloranti.
Viene ricordato soprattutto per la messa a punto nel 1844 del trattamento della cellulosa con soda caustica (detto mercerizzazione) che brevettò nel 1851 negli Stati Uniti e in Gran Bretagna.
Si occupò anche di coloranti dei tessuti e di sostanze coloranti per processi fotografici.